# Eumops glaucinus
Eumops glaucinus — вид кажанів родини молосових, поширений у Центральній Америці й північній половині Південної Америки.

## Етимологія
грец. εὖ — «хороший, справжній», mops — малайське слово, яке означає «кажан». грец. γλαυκός — «сріблястий, блискучий», лат. inus — суфікс, що означає подібність, пов'язаність; вказуючи на яскраво-сірий колір хутра, особливо на череві.

## Середовище проживання
Країни мешкання: Аргентина, Бразилія, Колумбія, Коста-Рика, Куба, Еквадор, Сальвадор, Гватемала, Гондурас, Ямайка, Мексика, Нікарагуа, Панама, Парагвай, Перу, США (Флорида). Висотний діапазон проживання: від низовини до 900 м над рівнем моря. Типовий житель субтропічного лісу, але може мешкати в різних місцях проживання в різних географічних регіонах. Е. glaucinus часто зустрічається в міських районах по всьому ареалу.

## Морфологія
Морфометрія. Довжина голови й тіла: 82—92, хвіст: 44—52, задні ступні: 13—15, вуха: 27—30, передпліччя: 54—62, вага: 30—43.
Опис. Вид великого розміру. Морда загострена, вертикальна верхня губа без складок і зморшок. Вуха довгі, спрямовані вперед, утворюючи структуру, як капелюх для очей. Шерсть зазвичай більш бліда при основі. Спина сірувато-коричневого кольору. Черевна область яскраво сіра. Зубна формула: I 1/2, C 1/1, P 2/2, M 3/3, в цілому 30 зубів.

## Стиль життя
Кожна колонія E. glaucinus складається з одного самця та декількох самиць. Сідала влаштовує в дуплах дерев, скелях і дахах покинутих будинків. Члени цього виду стають неактивними в холодному кліматі, але в сплячку не впадають. Харчуються великими комахами, на яких полюють на великих висотах.